# Balatonszepezd
Balatonszepezd (hongrois : Balatonszepezd [ˈbɒlɒtonˌsɛpɛzd]) est une localité hongroise située dans le comitat de Veszprém, au bord du lac Balaton.